# 포르피리오 로보 소사

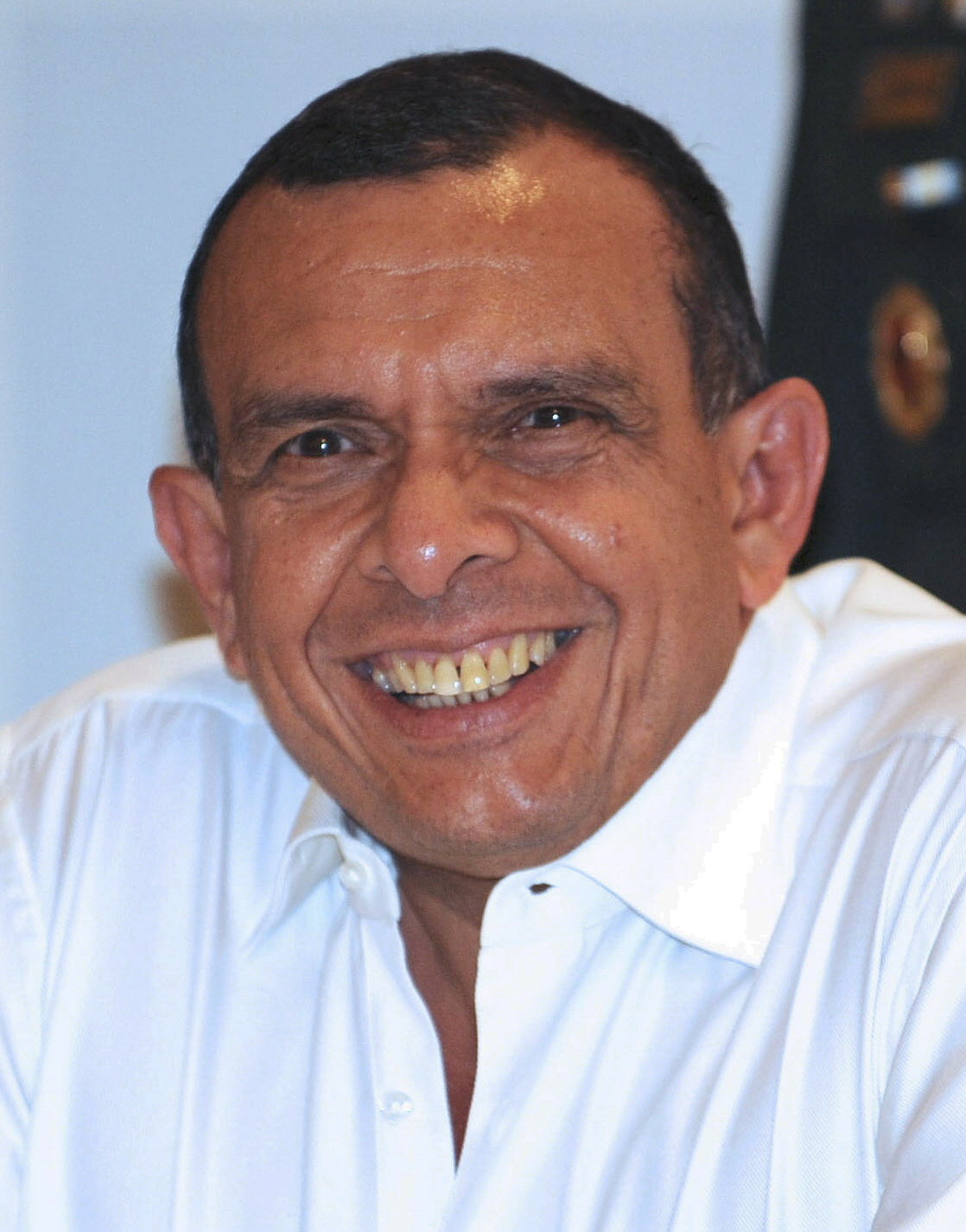
포르피리오 로보 소사

포르피리오 로보 소사(스페인어: Porfirio Lobo Sosa, 1947년 11월 22일 ~ ), 혹은 페페 로보는 온두라스의 정치인, 전 대통령이다. 2009년 11월 30일 열린 대통령 선거에 출마하여 당선, 2010년 1월 27일 대통령이 되었다.

## 일생
포르피리오 로보는 1947년 온두라스의 트루히요에서 태어나 후티칼파에 있는 어느 농장에서 자랐다. 그의 부모인 포르피리오 호세 로보 로페스와 로사 소사 에르난데스 데 로보는 이미 숨을 거두었다. 그의 아버지는 1957년 국회에서 부의장직을 역임한 것으로 알려졌다. 그의 형인 라몬 로사 로보 소사는 콜론 시 지사 국회의원직을 맡고 있다.
후티칼파의 가톨릭 학교를 나온 후, 그는 샌프란시스코에서 더 많은 공부를 하였고 마이애미로 이주했다. 마이애미 대학에서 경영학 학사 학위를 취득한 이후 온두라스의 후티칼파로 다시 돌아와서 11년간 정치학과 영어를 가르쳤다. 그는 모스크바에 있는 파트리스 루뭄바 대학에서 박사 학위를 받았다. 또한 그는 태권도도 했는데, 검은 띠를 맬 정도였다고 한다.

## 정계 입문
포르피리오 로보는 19세의 어린 나이에 정계에 들어갔다. 2010년에는 온두라스 대통령이 되었다.